# Pararge pseudoadrasta
Pararge pseudoadrasta är en fjärilsart som beskrevs av Hermann Stauder 1922. Pararge pseudoadrasta ingår i släktet Pararge och familjen praktfjärilar. Inga underarter finns listade i Catalogue of Life.